# Enrique Sánchez González
Enrique Sánchez González MCCJ (* 27. Januar 1958 in Sahuayo de Morelos, Mexiko) ist ein römisch-katholischer Ordenspriester. Er war von 2009 bis 2015 Generaloberer der Comboni-Missionare.

## Leben
Enrique Sánchez González trat der Ordensgemeinschaft der Comboni-Missionare vom Herzen Jesu bei und studierte von 1980 bis 1984 Theologie in Paris. Er empfing am 29. September 1984 die Priesterweihe. Anschließend war er in Mexiko tätig, von 1991 bis 1998 Provinzial der mexikanischen Comboni-Missionare. 1998 ging er als Missionar in die Demokratische Republik Kongo und war dort zwischen 2000 und 2004 zudem für die Ausbildung der Comboni-Missionare verantwortlich. 2005 ging er nach Guatemala und war später Oberer der mittelamerikanischen Ordensdelegation.
Das XVII. Generalkapitel der Comboni-Missionare hat in Rom Enrique Sánchez González als Nachfolger von Teresino Serra für eine Amtszeit von sechs Jahren zum neuen Generaloberen des Ordens gewählt. Ihm folgte 2015 Tesfaye Tadesse.